# 科斯捷尼夫
49°35′41″N 24°35′47″E / 49.59472°N 24.59639°E
科斯捷尼夫（烏克蘭語：Костенів），是烏克蘭西部的村莊，隸屬利維夫州的利維夫區。該村始建於1500年，面積1.77平方公里，海拔高度274米，2001年人口286，人口密度每平方公里161.58人。